# Afrika-Cup 2008/Gruppe A
| Pl. | Land    | Sp. | S | U | N | Tore    | Diff. | Punkte |
| --- | ------- | --- | - | - | - | ------- | ----- | ------ |
| 1.  | Ghana   | 3   | 3 | 0 | 0 | 005:100 | +4    | 09     |
| 2.  | Guinea  | 3   | 1 | 1 | 1 | 005:500 | ±0    | 04     |
| 3.  | Marokko | 3   | 1 | 0 | 2 | 007:600 | +1    | 03     |
| 4.  | Namibia | 3   | 0 | 1 | 2 | 002:700 | −5    | 01     |

Der Artikel gibt Auskunft über die Spiele der Gruppe A beim Afrika-Cup 2008 in Ghana.

## Ghana – Guinea 2:1 (0:0)
| Ghana                                                      | Ghana | Guinea | Guinea |
| ---------------------------------------------------------- | --- | --- | ------ |
| Ghana                                                      | \| 1. Spieltag \| \| 20. Januar 2008 um 18:00 Uhr in Accra (Ohene Djan Stadium) \| \| Ergebnis: 2:1 (0:0) \| \| Zuschauer: 40.000 \| \| Schiedsrichter: Eddy Maillet ( Seychellen) \|                                                                 | \| 1. Spieltag \| \| 20. Januar 2008 um 18:00 Uhr in Accra (Ohene Djan Stadium) \| \| Ergebnis: 2:1 (0:0) \| \| Zuschauer: 40.000 \| \| Schiedsrichter: Eddy Maillet ( Seychellen) \| | Guinea |
| Ghana                                                      | Richard Kingson – John Paintsil, Hans Sarpei, John Mensah, Eric Addo – Laryea Kingston, Michael Essien, Sulley Muntari, Quincy Owusu-Abeyie (76. André Ayew) – Junior Agogo, Asamoah Gyan (84. Baffour Gyan) Cheftrainer: Claude Le Roy ( Frankreich) | Kémoko Camara – Daouda Jabi, Dianbobo Baldé, Oumar Kalabane, Ibrahima Sory Camara – Ismaël Bangoura, Kanfory Sylla (90.+3' Mamadou Bah), Mohamed Sacko, Victor Correa (61. Karamoko Cissé) – Pascal Feindouno, Souleymane Youla (61. Naby Soumah) Cheftrainer: Robert Nouzaret ( Frankreich) | Guinea |
| Ghana                                                      | 1:0 Asamoah Gyan (55., Foulelfmeter) 2:1 Sulley Muntari (90.) | 1:1 Oumar Kalabane (65.) | Guinea |
| Ghana                                                      | Eric Addo (57.), Sulley Muntari (69.), Laryea Kingston (90.+3') | Pascal Feindouno (52.) | Guinea |
| 1. Spieltag                                                | | |        |
| 20. Januar 2008 um 18:00 Uhr in Accra (Ohene Djan Stadium) | | |        |
| Ergebnis: 2:1 (0:0)                                        | | |        |
| Zuschauer: 40.000                                          | | |        |
| Schiedsrichter: Eddy Maillet ( Seychellen)                 | | |        |

## Namibia – Marokko 1:5 (1:4)
| Namibia                                                    | Namibia | Marokko | Marokko |
| ---------------------------------------------------------- | --- | --- | ------- |
| Namibia                                                    | \| 1. Spieltag \| \| 21. Januar 2008 um 16:00 Uhr in Accra (Ohene Djan Stadium) \| \| Ergebnis: 1:5 (1:4) \| \| Zuschauer: 2.000 \| \| Schiedsrichter: Divine Evehe ( Kamerun) \| | \| 1. Spieltag \| \| 21. Januar 2008 um 16:00 Uhr in Accra (Ohene Djan Stadium) \| \| Ergebnis: 1:5 (1:4) \| \| Zuschauer: 2.000 \| \| Schiedsrichter: Divine Evehe ( Kamerun) \| | Marokko |
| Namibia                                                    | Abisai Shiningayamwe – Franklin April (46. Abraham Shatimuene), Richard Gariseb, Michael Pienaar, Brian Brendell – Oliver Risser, Collin Benjamin, Quinton Jacobs (77. Levis Swartbooi), Jamunovandu Ngatjizeko – Rudolf Bester (64. Pineas Jacob), Lazarus Kaimbi Cheftrainer: Arie Schans ( Niederlande) | Khalid Fouhami – Michaël Chrétien, Abdeslam Ouaddou, Amin Erbate, Badr El Kaddouri – Youssef Safri, Abderrahman Kabous, Soufiane Alloudi (63. Youssef Mokhtari), Tarik Sektioui (66. Hicham Aboucherouane) – Marouane Chamakh, Youssef Hadji (70. Moncef Zerka) Cheftrainer: Henri Michel ( Frankreich) | Marokko |
| Namibia                                                    | 1:2 Brian Brendell (24.) | 0:1 Soufiane Alloudi (1.) 0:2 Soufiane Alloudi (5.) 1:3 Soufiane Alloudi 1:4 Tarik Sektioui (39., Foulelfmeter) 1:5 Moncef Zerka (73.) | Marokko |
| Namibia                                                    | Quinton Jacobs (38.), Collin Benjamin (55.), Richard Gariseb (59.), Jamunovandu Ngatjizeko (62.), Lazarus Kaimbi (72.) | Badr El Kaddouri (45.) | Marokko |
| 1. Spieltag                                                | | |         |
| 21. Januar 2008 um 16:00 Uhr in Accra (Ohene Djan Stadium) | | |         |
| Ergebnis: 1:5 (1:4)                                        | | |         |
| Zuschauer: 2.000                                           | | |         |
| Schiedsrichter: Divine Evehe ( Kamerun)                    | | |         |

## Guinea – Marokko 3:2 (1:0)
| Guinea                                                     | Guinea | Marokko | Marokko |
| ---------------------------------------------------------- | --- | --- | ------- |
| Guinea                                                     | \| 2. Spieltag \| \| 24. Januar 2008 um 18:00 Uhr in Accra (Ohene Djan Stadium) \| \| Ergebnis: 3:2 (1:0) \| \| Zuschauer: 15.000 \| \| Schiedsrichter: Jerome Damon ( Südafrika) \| | \| 2. Spieltag \| \| 24. Januar 2008 um 18:00 Uhr in Accra (Ohene Djan Stadium) \| \| Ergebnis: 3:2 (1:0) \| \| Zuschauer: 15.000 \| \| Schiedsrichter: Jerome Damon ( Südafrika) \| | Marokko |
| Guinea                                                     | Kémoko Camara – Ibrahima Sory Camara (81. Kamil Zayatte), Dianbobo Baldé, Daouda Jabi, Oumar Kalabane – Pascal Feindouno, Mohamed Cissé, Kanfory Sylla, Fodé Mansaré (79. Mohamed Sacko) – Ismaël Bangoura, Souleymane Youla (77. Karamoko Cissé) Cheftrainer: Robert Nouzaret ( Frankreich) | Khalid Fouhami – Michaël Chrétien, Amin Erbate, Abdeslam Ouaddou, Badr El Kaddouri – Abdelkarim Kissi, Houssine Kharja (55. Hicham Aboucherouane), Youssef Safri, Tarik Sektioui (64. Marouane Chamakh) – Youssef Hadji, Moncef Zerka (80. Bouchaib El Moubarki) Cheftrainer: Henri Michel ( Frankreich) | Marokko |
| Guinea                                                     | 1:0 Pascal Feindouno (11.) 2:0 Ismaël Bangoura (59.) 3:1 Pascal Feindouno (63., Foulelfmeter) | 2:1 Hicham Aboucherouane (60.) 3:2 Abdeslam Ouaddou (90.) | Marokko |
| Guinea                                                     | Mohamed Cissé (18.), Souleymane Youla (32.), Daouda Jabi (47.), Kanfory Sylla (57.) | | Marokko |
| Guinea                                                     | Pascal Feindouno (67., Tätlichkeit) | | Marokko |
| 2. Spieltag                                                | | |         |
| 24. Januar 2008 um 18:00 Uhr in Accra (Ohene Djan Stadium) | | |         |
| Ergebnis: 3:2 (1:0)                                        | | |         |
| Zuschauer: 15.000                                          | | |         |
| Schiedsrichter: Jerome Damon ( Südafrika)                  | | |         |

## Ghana – Namibia 1:0 (1:0)
| Ghana                                                      | Ghana | Namibia | Namibia |
| ---------------------------------------------------------- | --- | --- | ------- |
| Ghana                                                      | \| 2. Spieltag \| \| 24. Januar 2008 um 20:30 Uhr in Accra (Ohene Djan Stadium) \| \| Ergebnis: 1:0 (0:0) \| \| Zuschauer: 40.000 \| \| Schiedsrichter: Kacem Bennaceur ( Tunesien) \|                                                                | \| 2. Spieltag \| \| 24. Januar 2008 um 20:30 Uhr in Accra (Ohene Djan Stadium) \| \| Ergebnis: 1:0 (0:0) \| \| Zuschauer: 40.000 \| \| Schiedsrichter: Kacem Bennaceur ( Tunesien) \| | Namibia |
| Ghana                                                      | Richard Kingson – Eric Addo, John Mensah, Michael Essien, Hans Sarpei, John Paintsil – Quincy Owusu-Abeyie, Sulley Muntari, Laryea Kingston (65. André Ayew), Asamoah Gyan (65. Baffour Gyan) – Junior Agogo Cheftrainer: Claude Le Roy ( Frankreich) | Athiel Mbaha – Richard Gariseb, Michael Pienaar, Hartman Toromba, Jamunovandu Ngatjizeko – Brian Brendell (84. Abraham Shatimuene), Oliver Risser, Quinton Jacobs, Sydney Plaatjies (63. Lazarus Kaimbi), Collin Benjamin – Rudolf Bester (70. Pineas Jacob) Cheftrainer: Arie Schans ( Niederlande) | Namibia |
| Ghana                                                      | 1:0 Junior Agogo (41.) | | Namibia |
| Ghana                                                      | Laryea Kingston (54.) | Oliver Risser (66.) | Namibia |
| 2. Spieltag                                                | | |         |
| 24. Januar 2008 um 20:30 Uhr in Accra (Ohene Djan Stadium) | | |         |
| Ergebnis: 1:0 (0:0)                                        | | |         |
| Zuschauer: 40.000                                          | | |         |
| Schiedsrichter: Kacem Bennaceur ( Tunesien)                | | |         |

## Ghana – Marokko 2:0 (2:0)
| Ghana                                                      | Ghana | Marokko | Marokko |
| ---------------------------------------------------------- | --- | --- | ------- |
| Ghana                                                      | \| 3. Spieltag \| \| 28. Januar 2008 um 18:00 Uhr in Accra (Ohene Djan Stadium) \| \| Ergebnis: 2:0 (0:0) \| \| Zuschauer: 40.000 \| \| Schiedsrichter: Modou Sowe ( Gambia) \|                                                                                          | \| 3. Spieltag \| \| 28. Januar 2008 um 18:00 Uhr in Accra (Ohene Djan Stadium) \| \| Ergebnis: 2:0 (0:0) \| \| Zuschauer: 40.000 \| \| Schiedsrichter: Modou Sowe ( Gambia) \| | Marokko |
| Ghana                                                      | Richard Kingson – Eric Addo, John Mensah, John Paintsil, Hans Sarpei – Anthony Annan, Sulley Muntari, Michael Essien, Quincy Owusu-Abeyie (89. Haminu Dramani) – Junior Agogo (84. André Ayew), Asamoah Gyan (89. Baffour Gyan) Cheftrainer: Claude Le Roy ( Frankreich) | Nadir Lamyaghri – Michaël Chrétien, Amin Erbate, Abdeslam Ouaddou, Badr El Kaddouri (90. Abdelkarim Kissi) – Abderrahman Kabous, Houssine Kharja (46. Tarik Sektioui), Youssef Safri, Youssef Hadji – Marouane Chamakh, Hicham Aboucherouane (56. Moncef Zerka) Cheftrainer: Henri Michel ( Frankreich) | Marokko |
| Ghana                                                      | 1:0 Michael Essien (26.) 2:0 Sulley Muntari (45.) | | Marokko |
| Ghana                                                      | John Pantsil (19.) | Amin Erbate (14.), Abderrahman Kabous (58.) | Marokko |
| 3. Spieltag                                                | | |         |
| 28. Januar 2008 um 18:00 Uhr in Accra (Ohene Djan Stadium) | | |         |
| Ergebnis: 2:0 (0:0)                                        | | |         |
| Zuschauer: 40.000                                          | | |         |
| Schiedsrichter: Modou Sowe ( Gambia)                       | | |         |

## Guinea – Namibia 1:1 (0:0)
| Guinea                                                                      | Guinea | Namibia | Namibia |
| --------------------------------------------------------------------------- | --- | --- | ------- |
| Guinea                                                                      | \| 3. Spieltag \| \| 28. Januar 2008 um 18:00 Uhr in Sekondi-Takoradi (Sekondi-Takoradi Stadium) \| \| Ergebnis: 1:1 (0:0) \| \| Zuschauer: 1.000 \| \| Schiedsrichter: Muhmed Ssegonga ( Uganda) \|                                                                                  | \| 3. Spieltag \| \| 28. Januar 2008 um 18:00 Uhr in Sekondi-Takoradi (Sekondi-Takoradi Stadium) \| \| Ergebnis: 1:1 (0:0) \| \| Zuschauer: 1.000 \| \| Schiedsrichter: Muhmed Ssegonga ( Uganda) \|                                                                                                | Namibia |
| Guinea                                                                      | Kémoko Camara – Oumar Kalabane, Daouda Jabi, Ibrahima Sory Camara, Dianbobo Baldé, Mamadou Bah – Souleymane Youla (75. Karamoko Cissé), Naby Soumah (69. Kanfory Sylla), Mohamed Sacko, Ismaël Bangoura – Fodé Mansaré (85. Victor Correa) Cheftrainer: Robert Nouzaret ( Frankreich) | Attiel Mbaha – Richard Gariseb, Michael Pienaar, Hartman Toromba – Collin Benjamin, Brian Brendell, Sydney Plaatjies, Jamunovandu Ngatjizeko, Lazarus Kaimbi (64. Pineas Jacob) – Muna Katupose (46. Rudolf Bester), Levis Swartbooi (73. Wycliff Kambonde) Cheftrainer: Arie Schans ( Niederlande) | Namibia |
| Guinea                                                                      | 1:0 Souleymane Youla (62.) | 1:1 Brian Brendell (81.) | Namibia |
| Guinea                                                                      | Richard Gariseb (54.), Brian Brendell (82.) | | Namibia |
| 3. Spieltag                                                                 | | |         |
| 28. Januar 2008 um 18:00 Uhr in Sekondi-Takoradi (Sekondi-Takoradi Stadium) | | |         |
| Ergebnis: 1:1 (0:0)                                                         | | |         |
| Zuschauer: 1.000                                                            | | |         |
| Schiedsrichter: Muhmed Ssegonga ( Uganda)                                   | | |         |